# Xanthia stupenda
Xanthia stupenda är en fjärilsart som beskrevs av Leo Schwingenschuss 1953. Xanthia stupenda ingår i släktet Xanthia och familjen nattflyn. Inga underarter finns listade i Catalogue of Life.